# Augusto Boal
Augusto Boal (16. března 1931 – 2. května 2009) byl brazilský divadelní režisér a levicový politik. Byl zakladatelem divadla utlačovaných (Teatro do oprimido, TO), divadelní formy používané původně radikálními hnutími jako prostředek masového vzdělání. V roce 1959 se stal ředitelem Teatra Arena v São Paulu. V roce 1971 byl vojenským režimem donucen odejít do exilu a působil ve Francii, Německu a Rakousku. Do rodné země se vrátil v roce 1986. V letech 1993 až 1997 Boal sloužil jako radní Rio de Janeira. V roce 2009 byl pověřen sestavením poselství k mezinárodnímu dni divadla, v němž reagoval na nástup velké recese. Byl také nominován na Nobelovu cenu míru.